# Cabo Chelyuskin
O cabo Chelyuskin (em russo:  мыс Челюскина), é o ponto mais setentrional da Eurásia continental e situa-se a 1 370 km do Polo Norte. Fica no extremo da península de Taimir, a sul do arquipélago de Severnaia Zemlia, no Krai de Krasnoiarsk, Rússia. Era inicialmente chamado cabo Nordeste, mas viu o seu nome alterado em 1842 como homenagem a Semion Chelyuskin que explorou a área em maio de 1742.

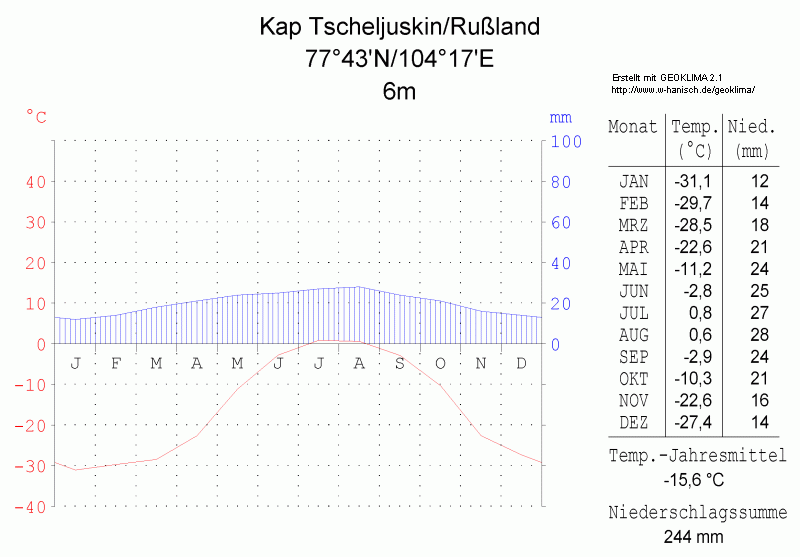
Diagrama climático do cabo Chelyuskin